# 圣费尔莫教堂
圣费尔莫教堂（Chiesa di San Fermo Maggiore）是一座罗马天主教教堂，罗曼式风格,位于意大利北部城市意大利维罗纳。

## 历史
该堂历史可追溯到8世纪，到11世纪，本笃会增建了钟楼。钟楼直到13世纪才完成，有六口钟，演奏维罗纳风格音乐。堂内有祭坛画《圣方济各》，以及圣费尔莫的圣髑。